# 江苏省淮安中学
江苏省淮安中学，始建于1904年，是江苏省淮安市的一所中学。

## 概述
前身为清末丽正书院开办的淮安府中学堂。学校曾名江苏省第九中学、江苏省立淮安中学、两淮市第二联合中学、淮安县立初级中学、淮安县中学、淮安市中学，1979年被确定为江苏省重点中学。现校址位于淮安市淮安区楚州大道。1990年首批通过江苏省重点中学验收，2000年顺利通过国家级示范高中评估。2004年2月，被评为江苏省首批四星级普通高中。